# Holoterpna pruinosata
Holoterpna pruinosata là một loài bướm đêm trong họ Geometridae.